# Gymnoscopelus fraseri
 Gymnoscopelus fraseri és una espècie de peix de la família dels mictòfids i de l'ordre dels mictofiformes.

## Morfologia
- Els mascles poden assolir 8,8 cm de longitud total.[3][4]

## Depredadors
És depredat per Thalassarche chrysostoma (a Xile), Arctocephalus gazella (Illes del Príncep Eduard) i Arctocephalus tropicalis (Illes del Príncep Eduard).

## Hàbitat
És un peix marí i d'aigües profundes.

## Distribució geogràfica
Es troba a l'oceà Antàrtic.